# Cunèges
Cunèges – miejscowość i gmina we Francji, w regionie Nowa Akwitania, w departamencie Dordogne.
Według danych na rok 1990 gminę zamieszkiwało 201 osób, a gęstość zaludnienia wynosiła 34 osób/km² (wśród 2290 gmin Akwitanii Cunèges plasuje się na 976. miejscu pod względem liczby ludności, natomiast pod względem powierzchni na miejscu 1364.).